# 컬럼비아 픽처스
컬럼비아 픽처스 주식회사(Columbia Pictures Industries, Inc.)는 미국의 영화 제작 겸 배급 회사인 소니 픽처스 모션 픽처스 그룹의 일원이며, 소니의 자회사이다. 헐리우드 메이저 5대 스튜디오 중 하나로서 세계 영화시장을 이끌고 있다.

## 역사

### 설립 이전
1918년에 남동생 잭과 해리 콘, 그리고 잭의 가장 친한친구인 조 브랜디가 "Cohn-Brandt-Cohn Film Sales"(C.B.C FILM SALES CORPORATION New York)라는 이름으로 창립하였으며, 1922년 8월 첫 장편영화를 시작으로 영화 배급을 시작했다.

### 재창립 및 새로운 이름: 컬럼비아 픽처스 탄생
1924년 지금의 컬럼비아 픽처스로 사명을 바꾸면서, 2년 후에 주식을 상장하였다. 미국의 국가를 본따서 만들어진 것이 컬럼비아의 유래이면서, 영화사 로고로 현재까지 쓰이고 있다. 3개의 미니 메이저와 8개의 메이저 필름 스튜디오에 이름을 올리며 할리우드의 황금기를 이끌었다.

### 소니의 시대 (현재)
1989년 9월 코카콜라 컴퍼니는 일본의 전자회사인 소니에 컬럼비아 픽처스를 3억 4천만원에 매각했다. 이로써 소니가 컬럼비아 픽처스를 인수한 직후 Filmed Entertainment Group을 출범시킨다.
Filmed Entertainment Group에 소속된 회사들을 살펴보면 영화부문의 콜럼비아 픽처스, 트라이스타 픽처스, 트라이엄프 릴리징이 있고, TV 부문은 컬럼비아 텔레비전, CPTD (컬럼비아 픽처스 텔레비전 디스부터스), 미국의 인기 게임쇼인 Wheel Of Fortune,Jeopardy를 만들고 있는 Merv Griffin Enterprises, 뉴 미디어 부문의 RCA/Columbia Pictures Home Video, Guber-Peters Entertainment Company 등이 있다.

#### 2000년대 ~ 현재
2000년 조 로스가 설립한 헐리우드 영화 & TV 프로그램을 제작/투자하는 레볼루션 스튜디오와 8년동안의 전략적 제휴를 채결했다.
2001년 컬럼비아 도메스틱 텔레비전으로 바꿨다가 1년후 그룹 이름을 통한 시너지 효과를 위해 소니 픽처스 텔레비전으로 이름을 바꾼다.
2002년 소니 픽처스 애니메이션을 설립해 2007년부터 컬럼비아 픽처스의 레이블을 통해 3D 애니메이션 제작을 시작한다.
이 시기의 주요 작품은 스파이더맨, 맨 인 블랙 2, 트리플 엑스, 스파이더맨 2, 첫 키스만 50번째, 그루지, 다빈치 코드, 행복을 찾아서, 007 카지노 로얄, 부그와 엘리엇 등 이 흥행에 성공해 무려 10억 7천만 달러를 벌어 들었다.

#### 연표
- 1918년: C. B. C. 필름 세일즈란 이름으로 탄생
- 1924년 1월 10일: 사명을 컬럼비아 픽처스로 개명함
- 1928년 11월 18일: 월트 디즈니의 단편 만화영화 <증기선 윌리> 개봉
- 1939년 10월 19일: 프란크 카프라 감독의 영화 <스미스 씨 워싱턴에 가다> 개봉
- 1958년 2월 27일: 설립자 해리 콘 사망
- 1982년 6월 22일: 코카콜라에 인수됨.
- 1987년 12월 21일: 컬럼비아 픽처스 엔터테인먼트 설립.
- 1989년 9월 28일: 소니에 인수됨.
- 1991년 8월 7일: 컬럼비아 픽처스 엔터테인먼트 -> 소니 픽처스 엔터테민먼트로 사명 변경
- 1998년: 캐슬 록 엔터테인먼트 배급 계약만료.
- 1999년 1월 10일: 컬럼비아 픽처스 탄생 81주년, 창립 75주년을 맞아 예고편에도 저작권 표기를 시작함.
- 2002년: 소니 픽처스 애니메이션 설립
- 2014년: 컬럼비아 픽처스 탄생 96주년, 창립 90주년을 맞아 소니에서 소유한 영화사의 저작권 표기를 모두 A Sony Company로 통일.
- 2024년: 컬럼비아 픽처스 100주년

## 로고

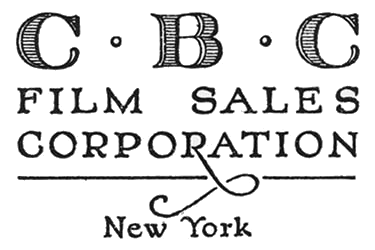
1919년부터 1924년까지 사용된 옛 로고

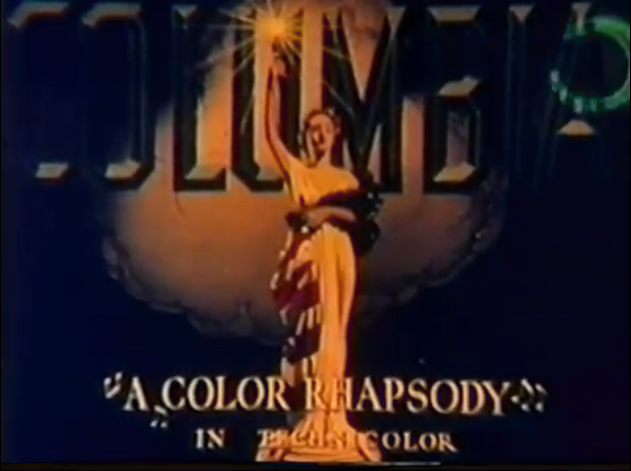
1936년부터 1976년까지 사용된 옛 로고

현재 사용되고 있는 횃불을 들고 드레이프를 착용한 여성이 등장하는 컬럼비아 픽처스(Columbia Pictures) 로고(미국의 의인화인 컬럼비아(Columbia)를 상징)는 다섯가지 이상의 주요 변경 사항을 거쳤다. 이것은 종종 컬럼비아 픽처스(Columbia Pictures) 로고(logo)에 영감을 준 자유의 여신상과 비교되었다.
원래 1924년에 컬럼비아 픽처스(Columbia Pictures)는 왼손에 방패를 들고 오른손에 밀 막대기를 들고있는 여성 로마 군인을 특징으로 하는 로고를 사용했었다. 이 로고는 1928년 새 여성(미국의 여성 의인화인 콜럼비아)이 길게 드리워진 깃발과 환하게 빛나는 횃불을 착용한 상태로 변경되었다. 이 여인은 스톨 라를 입고 고대 로마의 팔라를 들고 있었고, 그녀 위에는 아치에 쓰여진 'A Columbia Production'(또는 'A Columbia Picture' 또는 'Columbia Pictures Corporation')이라는 단어가 있었다. 이 삽화는 월트 디즈니의 피노키오에서 파란 요정(The Blue Fairy)의 목소리를 제공하는 것으로 알려진 여배우 에블린 벤에이블(Evelyn Venable)을 기반으로 했다.
1936년 로고가 변경되었다. 횃불을 든 여인(Torch Lady)는 이제 받침대 상단 위에 서있지만 더 이상 머리 장식을 쓰지 않았으며 'Columbia'라는 글자가 그녀의 뒤에 깎인 글자로 나타났다(해리 콘(Harry Cohn)이 캐스틩한 피츠버그 출신 제인 체스터 바르톨로뮤(Jane Chester Bartholomew)가 횃불을 든 여인(Torch Lady)을 표현한 로고). 이후에도 수년에 걸쳐 로고에는 여러 가지 변형이있었다.
특히 1943년 영화 데스페라도스(The Desperadoes)를 위해 컬러 버전이 제작되었다. 2년 전의 미국 성조기 깃발은 아무런 표시가 없는 파란색과 하얀색 천의 드레이프(drape)로 바뀌어야했다. 이러한 변화는 미국 국기를 옷처럼 착용하는 것을 불법으로 하는 연방법(federal low)이 통과된 후 발생했다. 1976의 영화 택시 드라이버(Taxi Driver)는 횃불을 든 여인(Torch Lady)의 고전적인 모습을 사용했던 마지막 영화 중 하나였다. 한편 2019년 원스 어폰 어 타임... 인 할리우드(Once Upon a Time... in Hollywood)은 이러한 고전적인 모습의 (소니(Sony) 바이라인(byline)을 추가하기 위해 약간 변경된 로고에서) 리메이크인 횃불을 든 여인(Torch Lady)를 사용한 영화중 하나이다.
1976년부터 1993년까지 컬럼비아 픽처스(Columbia Pictures)는 전통적인 로고를 포함하는 두 개의 로고를 사용했다. 첫 번째는 1976년부터 1981년까지 (국제 영토의 경우 1976년부터 1982년까지) 횃불에서 나오는 광선을 나타내는 햇살만 사용했다. 첫 번째 로고에 수반되는 악보는 수잔 치아니(Suzanne Ciani)가 작곡했다. 스튜디오는 시각 효과의 선구자인 로버트 아벨(Robert Abel)을 고용하여 첫 번째 로고에 애니메이션을 적용한 전통적이고 고전적인 '횃불을 든 여인'(Torch Lady)이다. 당시 이는 코카콜라병(Coke bottle)을 연상시켰다고 알려져있다.
현재 로고는 1992년(텔레비전 버전의 데뷔와 같은 시간)에 만들어졌으며, 그 다음 해에 스캇 메드닉(Scott Mednick)과 메드릭 그룹(The Mednick Group)이 피터 거버(Peter Guber)에 의해 고용되어 소니 픽쳐스 당시 소유한 모든 엔터테인먼트 자산의 로고를 만들기 위해 영화에 사용되기 시작했다. 메드닉(Mednick)은 뉴올리언스(New Orleans)의 아티스트 마이클 J. 데스(Michael Deas)를 고용하여 로고를 디지털 방식으로 다시 드로윙하고 여성을 '클래식' 룩으로 되돌렸다. 마이클 J. 데스(Michael Deas)는 타임즈-피카윤(The Times-Picayune)의 그래픽 아티스트인 제니퍼 조셉(Jennifer Joseph)을 로고 모델로 고용했다. 시간 제약으로 인해 그녀는 점심 시간에 도움을 주기로했던것으로 알려졌다. 애니메이션은 그림의 2D 요소를 사용하여 3D로 변환한 제프 클레이저(Jeff Kleiser)와 다이애나 왈착(Diana Walczak)이 1993년 Synthespian Studios에서 제작했다. 2012년 제니퍼 조셉은 WWL-TV와의 인터뷰를 했다.“그래서 점심 시간에 와서 그들은 제 주위에 천 시트를 싸서 일반 작은 책상 램프와 사이드 램프를 들고있었습니다.”(“So we just scooted over there come lunchtime and they wrapped a sheet around me and I held a regular little desk lamp, a side lamp,and I just held that up and we did that with a light bulb.”)라고 그녀는 당시 상황을 언급했다. 디아스는 계속해서 이렇게 말했다. "실버 스크린이 될 거라고는 생각도 못했고, 20년이 지난 지금도 계속 올라갈 거라고는 생각도 못했어요. 박물관에 있을 거라서 기뻐요.”("I never thought it would make it to the silver screen and I never thought it would still be up 20 years later, and I certainly never thought it would be in a museum, so it’s kind of gratifying.”)

## 같이 보기
- 소니 픽처스 엔터테인먼트
- 소니 픽처스 텔레비전
- 트라이스타 픽처스
- 메이저 영화사